# Antonio Corsi
Antonio Corsi (Florença, 07 de julho de 1591 - San Pellegrinetto, 16 de junho de 1692) foi um camareiro-mor da Família D'Este, Podestà da cidade de Trassilico de 1631 à 1646 e o primeiro Marquês da Cidade de San Pellegrinetto. Foi o filho mais velho do renomado compositor Jacopo Corsi.  

## Vida
Nascido em Florença em 07 de julho de 1591, foi filho de Jacopo Corsi e de Settimia Baroncelli-Bandini, filha do Marquês de Astrodoco Pierantonio Baroncelli-Bandini. Antonio não conviveu com a mãe, que faleceu em 1592, e se tornou órfão aos onze anos após a morte do pai em 29 de dezembro de 1602. 

Após a morte do pai, Antonio e seus seis irmãos – uma irmã e cinco meio-irmãos – passam então a ser criados pelo tio deles, Bardo, mas também pela madrasta Laura Corsini. Bardo matricula todos os três filhos homens de Jacopo na Accademia Militare di Parma, onde lá aprendem sobre o código de cavalaria e onde dois deles, Antonio e Giovanni, tornam-se cavaleiros. A educação dada aos filhos de Jacopo por Bardo é sempre retratada como sofisticada e elitizada. 
O ensino integral e à distância dos filhos de Jacopo coaduna com a rotina agitada do tio que os criava e que não se podia fazer muito presente. Senão vejamos, Bardo atuava como importante mercante de grãos nas cidades de Messina e Nápoles, tocando os negócios da família que ali já estavam estabelecidos por ao menos três gerações, e muito embora quisesse estar sempre e fixamente em Florença, não podia. É neste cerne que no seio familiar insurge a figura de Laura Corsini, viúva de Jacopo. Proveniente de uma família plenamente estabelecida na cidade de Florença naquele século, Laura, que aparece mencionada e ativamente tomando decisões familiares em diversas cartas no Archivo di Stato desse período, evidência uma volatilidade na criação das crianças e um envolvimento maior da família Corsini nas decisões dos Corsi. É talvez de Laura, mas com o pleno consentimento de Bardo, que casa a enteada Giulia com o próprio irmão, o senador Neri Corsini em 07 de fevereiro de 1607. Os dois nubentes tinham uma diferença de idade de doze anos, Giulia dezessete e Neri vinte e nove. 
Nas cartas, Laura relata, no entanto, que Antonio pareceu “não se contentar da boa ação que estavam fazendo”. Embora seja plausível a vontade e o interesse dos adultos neste matrimônio, Antonio, que tinha apenas dezesseis anos, talvez achasse a irmã muito jovem ou apenas não quisesse perder um dos últimos vínculos que tinha com seu remoto passado, já que, após o casamento, Giulia se dedicaria exclusivamente ao lar e a família Corsini, como se era de costume naqueles tempos. Não se sabe se isto contribuiu para o afastamento paulatino de Antonio de seus demais familiares, mas é certo que sempre nutriu amor e admiração por seus irmãos, visto que batizou todos os filhos em suas homenagens. É ainda mais certo dizer que a decisão foi tomada durante a década de 1600, momento em que a família se encontrava completamente atribulada. 
A partir de 1613, dos filhos restantes e residentes no seio familiar, Antonio, Giovanni e Lorenzo, é importante destacar que muito provavelmente viveram juntos no Palazzo Tornabuoni por um curto período, até que Antonio, que já era maior, mudasse para o Palazzo dei Boni na Via della Vacca onde passou a viver sozinho. É neste período que em 1611 Antonio encomenda uma pintura dele a Cristofano Allori. Os irmãos dele, no entanto, que eram muito mais novos, continuaram na curadoria de Bardo e da mãe deles Laura Corsini. 
Bardo, que parecia dedicar-se cada vez mais às suas aventuras e havia decidido não se casar, viu em Laura uma figura essencial na administração dos bens da família em Florença, como também na criação dos filhos, e, nesse sentido, Antonio pareceu prejudicado. Ele não era filho de Laura, que foi sua madrasta. Sua única irmã Giulia, que havia se casado com o irmão de Laura, Neri, neste tempo já era mãe de ao menos duas crianças que eram Corsini. Os outros meios-irmãos pareciam lograr mais privilégios e concessões que Antonio, principalmente no que tange à lista de gastos presentes nas cartas do Archivo di Stato nestes anos, o que fica mais evidente após a morte de Bardo na separação de seus bens. E, além disso, Antonio já não havia parentes a quem poderia contar, não tendo muitos vínculos restantes na cidade. 
Em 1623, Bardo influiu nas negociações de dote para Antonio, e alinhou com a família Boni o matrimônio dele com Giovanna de Giovanni de Andrea Boni. Os laços entre os Boni e os Corsi era antigo. O avô desta Giovanna, Andrea, foi aquele responsável por vender o Palazzo dei Boni da Via della Vacca – atual Via dei Pecori – ao avô de Antonio e pai de Bardo em 1563. Além disso, ela era neta materna de Giovanni de’ Bardi, Conde de Vernio, homem ilustríssimo que foi responsável por fundar a Camerata Fiorentina, mesma em que o pai de Antonio, Jacopo, assumiu cargos de liderança na década de 1580. Os vínculos humanísticos e sociais equivalentes das duas famílias contribuíram ainda para que no passado, mesmo antes das tratativas do dote, Antonio e Giovanna se conhecessem, ocasião em que pareciam também estarem inclinados um ao outro no momento da tratativa, que resultou positiva. 
Antonio e Giovanna Boni casaram-se em 18 de julho de 1624 na cidade de Florença por um dote nada modesto de 5.500 ducados – cerca de R$ 6.567,92 milhões – e continuaram a viver no Palazzo dei Boni onde Antonio já morava por algum tempo. É, pouco após o matrimônio e o nascimento do filho Giovanni em 06 de fevereiro de 1626, que o tio de Antonio, o Marquês Bardo, falece em 01 de março de 1627. Na ocasião da morte de Bardo, que nomeia como herdeiros os filhos de Jacopo, estavam todos maiores, porém a proposição e poderes que exerciam no núcleo familiar eram extremamente diferentes. De todos os filhos, os únicos presentes na ocasião da partilha eram Antonio e Giovanni, visto que Lorenzo já havia partido para seguir carreira eclesiástica e, embora fizesse parte formalmente da partilha, não influiu nas decisões da mesma. 
Antonio morava no Palazzo dei Boni na Via dei Pecori com a esposa e o filho, enquanto Giovanni que ainda era solteiro morava no Palazzo Tornabuoni com a mãe dele Laura Corsini, que caminhava para a velhice com 54 anos. Todos os bens familiares que haviam sido administrados muitos anos por Laura estavam precipuamente em sua posse, e ela não queria abrir mão destes privilégios em desfavor do filho para o primogênito de Jacopo, que não era nada dela além de enteado, e Antonio, que já era pai, não me parecia querer ceder o direito de herança legítima e estava descontente com a divisão proposta pela madrasta. No entanto, a família Corsini exercia forte poder na cidade e tinha grandes influências, e Antonio foi ameaçado. Nas cartas de Antonio de 08 de agosto de 1628 ele parece bastante preocupado com algumas informações fornecidas pela irmã Giulia e relatou “temer pelo futuro de seu filho”. 
O sogro de Antonio, Giovanni Boni, era membro da casa real da  Família de’ Medici de longa data, desde que serviu ao Grão-Duque Ferdinando I de’ Medici, ex-cardeal que conhecera em Roma.  Por conta disso, havia diversos contatos, dentre os quais estava a família d’Este, a quem havia prestado serviços como embaixador residente em 23 de junho de 1605 na figura de Cesare d’Este, Duque de Modena e Cunhado do Grão-Duque, a quem atualmente prestava serviços. Quando Cesare d’Este morreu em 11 de dezembro de 1628, coincidiu da necessidade da contratação de novos empregados para o auxílio do filho dele, Alfonso III d’Este, e Giovanni Boni, que já havia prestado serviços para a família, com o auxílio de Ferdinando II de’ Medici, indicou o genro e conseguiu cargo para Antonio dentre a corte da família d’Este, especificamente como camareiro de Alfonso, com um salário de 50 escudos por mês, o equivalente a aproximados R$ 53,146,00 mil reais mensais.  
Antes de deixarem Florença, Antonio vendeu o Palazzo dei Boni para a família Antinori no início do corrente ano de 1629 por apenas 3.200 ducados, que equivalem a aproximados R$ 3.401.504,00 milhões de reais. O valor, abaixo do que condizia com os parâmetros de venda aplicados a outros palácios de família da localidade certamente se deu pela pressa e pelo medo de Antonio que ansiava deixar Florença, sendo tudo que galgou de sua herança. O restante ficou para o irmão Giovanni, que, por sua vez, ascendeu como 2º Marquês de Caiazzo e passou a administrar os bens familiares de Florença.   
Em 12 de fevereiro de 1629 já estava fora de Florença com a esposa Giovanna, que estava grávida do seu segundo filho, momento em que seguiu para a corte da família d’Este na Garfagnana como antes avençado pelo sogro, tornando-se camareiro e grande amigo de Alfonso III d’Este, a quem foi muito apegado. No entanto, o reinado de Alfonso III não durou muito. Ele, que era profundamente apaixonado pela esposa Isabel de Saboia, ficou viúvo em 1626.  Quando o pai morreu em 1628, Alfonso III d’Este tornou-se Duque Soberano de Modena, mas ele já parecia pensar em tomar os votos religiosos e abandonar o título.  Quando Alfonso III abdicou do trono em 22 de julho de 1629 no Castelo de Sassuolo – ou Rocca de Sassuolo – Antonio ainda estava presente em sua corte e lhe servindo. Meses depois, em 08 de setembro desse mesmo ano, Alfonso III entrou na Ordem dos Capuchinhos, vestindo o hábito e mudando de nome para Fra’ Giambattista da’ Modena, ocasião em que Antonio passou a servir o filho de Alfonso III, o Duque de Modena Francesco I d’Este.  
É neste momento que um grande apogeu se intensifica e uma série de melhorias começam a ser demandadas por Ferdinando II d’Asburgo, imperador do Sacro Império Romano-Germânico, nos castelos presentes e existentes na Módena, como preparação e consequência da guerra dos trinta anos, mas também pela intensificação de lutas fronteiriças contra a República de Lucca. Dentre estes castelos, um em especial nos interessa, o Castelo de Trassilico – ou Rocca di Trassilico – que se localizava no município de Gallicano, em uma colina a 720 metros acima do nível do mar, logo atrás do Alpe Apuane, e que se encontrava em avançado estado de decadência desde o final do século XV.  Em 1524 Ludovico Ariosto, comissário da Estesis em Garfagnana, denunciou o mau estado da guarnição em carta ao Duque d’Este Alfonso I, que nada fez. No início do século XVII, quando a Guerra dos Trinta Anos e as lutas pela definição da fronteira com a República de Lucca se iniciaram, foram necessárias restaurações em diversos Castelos, e Rocca de Trassilico se incluiu nesta lista. No entanto, mesmo ordenado pelo Imperador, Francesco I d’Este tinha tantos problemas que a reforma dos Castelos não parecia conseguir se concretizar.  
Logo em 1630, Francesco I enfrentou a terrível epidemia de peste que infectou 70% da população de Modena. Toda sua família e corte foram infectados, incluindo nesta lista Antonio Corsi e sua família. Porém, no entanto, como a doença havia chegado mais tarde a esta localidade, havia sido menos virulenta, e a maioria das pessoas que a contraíram sobreviveram. No intercurso de 1631, com o fim da epidemia, Francisco I d’Este passou então a focar em suas reformas, e foi quando Antonio, que tinha um grande aporte disponível da venda do Palazzo dei Boni, se ofereceu para financiar a reforma de Rocca de Trassilico pela família d’Este em troca da concessão de um título de Marquês que tanto almejava.  
Francesco I, que tinha admiração por Antonio – que era seu camareiro – e pela família dele que já habitava com a corte do castelo por alguns anos, e convivia com a família d’Este, achou uma boa ideia, e, enquanto mandou Antonio, que era de confiança, para liderar as reformas em Trassilico como Podestà em 4 de março de 1631, pôde concentrar suas forças na reconstrução das ruínas do antigo Castelo de Fiorano, que se concretizaria em 1634 com um projeto do arquiteto Bartolomeo Avanzini, que transformou o lugar no Santuário da Beata Virgine del Castello. 
Já em Trassilico, nasce o terceiro filho de Antonio e Giovanna Boni em 08 de julho de 1631, e, com filhos tão pequenos, lhe parece propício viver na região durante à reforma, ocasião em que adquire também na localidade muitas propriedades voltadas para a ovinocultura (criação de ovelhas). Inquestionavelmente, Trassilico era realmente rica: haviam inúmeras jazidas minerais que poderiam ser usadas para fornecer componentes para armamentos, grandes cursos de água que forneciam fonte de energia para várias oficinas de moagem de farinha e castanha, além de terra fértil para criação de animais e pastagem. Lá Antonio ficou e fez morada até a finalização das obras em 12 de fevereiro de 1635, ocasião em que informou Francesco I d’Este que as reformas estavam concluídas: 

“Digníssimo Senhor Duque soberano de Modena, estimado e querido Francesco, confirmo que no corrente dia pouco antes da caída do sol concluímos a reconstrução das novas paredes e tornamos o castelo mais seguro como uma fortaleza. Confirmo os gastos como equivalentes a 2.700 que despendi do próprio bolso em honra de seu nome e de sua casa, a quem sempre e com muita honra amei e servirei. Aguardo na torre onde espero novos direcionamentos.” – Antonio Corsi

A carta que pode ser encontrada nos arquivos históricos da família d’Este indicam que, muito embora Antonio tivesse comprando propriedades na região, ele habitava o Castelo onde servia como Podestà desde 1631. Pouco depois, em 29 de maio de 1635, sob o intermédio do Duque Francesco I da Modena, este conseguiu que Antonio fosse declarado Marquês de San Pellegrinetto por Ferdinando II d’Asburgo do Sacro Império Romano-Germânico e Antonio buscou o documento assinado por ambos na metade de junho, que foi entregue pelo próprio Francesco, ocasião em que foi celebrado neste dia um grande banquete, que também aparecem nos registros dos d’Este. Isto evidência um grande carinho para com Antonio, que cuidou por tantos anos da família. Ao retornar para Trassilico, Antonio continuou servindo como Podestà da cidade, situação em que, em nome de Francesco I, investiu na criação de um convento com aporte da família d’Este em Castelnuovo di Garfagnana, uma cidade vizinha de onde servia como Podestà. Antonio supervisiona sua construção até a conclusão, que se dá por volta de 1639. Pouco depois, Alfonso III – de quem Antonio também foi camareiro quando Duque e hoje era um frade – fica doente e é transferido para este convento, ficando sob a observância constante de Antonio e sua família, que começa a frequentar constantemente o local. 
Alfonso III falece em 1644 e pouco depois, em 1646, Antonio encerra suas atividades como Podestà de Trassilico e se dirige para San Pellegrinetto, localidade que tinha propriedades e de onde ascendeu como Marquês. Lá ele tem a última de suas filhas, Giulia, que nasce em 20 de maio de 1650. Pouco depois Francesco I d’Este falece em 14 de outubro de 1658 e Antonio comparece ao seu cortejo. Vale ressaltar que nesta época Antonio já estava com 67 anos e era um idoso, mas conhecia o sucessor de Francesco, Alfonso IV d’Este desde o seu nascimento, ocasião em que também o ajudou em seu curto reinado, que durou até sua morte em 16 de junho de 1662. 
Paulatinamente afastando-se da corte dos Este, Antonio passou então a focar em sua vila, que também precisava de muitos reparos. Ela era constituída de muitas famílias, mas também haviam algumas nobres, tais como os Benelli, Mancini, Battaglia, Magri e Rossini, que eram remotamente de Florença no passado, tal como Antonio, e de histórico igualmente nobre. Foram os Corsi, juntamente com essas ditas famílias, mas essencialmente na figura de Antonio, que em 1680 construíram a igreja da cidade de San Pellegrinetto e outras estruturas cruciais para a expansão da cidade, como uma sala de arquivo localizada à esquerda da paróquia e um cemitério centralizado próximo a ela, onde talvez Antonio já idealizasse ser enterrado no futuro.  É, também nesta época, que alguns dos livros de batismo da cidade são inaugurados e param de ser subscritos nas paróquias vizinhas como em Trassilico, Gallicano e Campolemisi, de quem San Pellegrinetto parecia ser dependente quando foi fundada no século XIV. 
Vale ressaltar ainda que antes da concessão do Marquesado a cidade foi também nomeada Alpe de Trassilico, e que, quando Trassilico foi incorporada como fração de Gallicano, assim também foi San Pellegrinetto. É neste cerne que Antonio falece em 16 de junho de 1692 aos 100 anos, e sua esposa Giovanna Boni logo depois, em 13 de dezembro de 1693 aos 89. Ele é sepultado na recém erguida paróquia da cidade, San Pellegrino, sendo Antonio um de seus primeiros sepultamentos, sendo sucedido em seguida pelos quatro filhos: Maria, Antonio, Giulia e Giovanni, ascendendo este último como 2º Marquês de San Pellegrinetto com a morte do pai.